# L'anno prossimo vado a letto alle dieci
L'anno prossimo vado a letto alle dieci è un film del 1995 diretto da Angelo Orlando.

## Trama
Nella sera di San Silvestro, sotto una pioggia battente, Rosario e la sua ragazza litigano in macchina e lui decide che non vuol più stare con lei, per cui la lascia. Lei se ne va, lasciandolo sotto il diluvio a pensare al più grande sbaglio che un uomo possa fare, quello di mollare la fidanzata proprio l'ultimo giorno dell'anno, quando tutti pensano a festeggiare e a divertirsi.
Rosario piomba così a casa del suo miglior amico Poldo, che vive nel suo stesso palazzo: egli è un single convinto e sta preparando una cenetta intima con una sua nuova fiamma, ma l'arrivo dell'amico Rosario stravolge i suoi piani all'improvviso. Quella che doveva essere una dolce cena e una serata divertente si trasforma in un fallimento perché la ragazza s'intenerisce al racconto e allo sfogo di Rosario e invita i due amici a trascorrere la notte insieme, esortandoli a brindare all'amicizia che "di solito dura tutta la vita, mentre l'amore troppo spesso finisce e basta".
Poldo non si perde d'animo e trascina con sé l'amico ad una delle tante feste di Capodanno in città. Anche qui, Rosario porta la sua malinconia e si lamenta con tutti quelli che hanno il coraggio di ascoltarlo. Alla fine si dilegua dalla festa e scompare: Poldo si getta al suo inseguimento e lo trova accucciato, in lacrime, nell'ascensore. Prelevandolo quasi di forza, lo porta di nuovo in macchina per accompagnarlo definitivamente a casa e tornare così alla festa prima di mezzanotte.
Rosario però, gli chiede l'ultimo favore: esser portato a casa dei genitori che vivono fuori città: "In una notte come questa non può sopravvivere da solo!" Poldo protesta, ma alla fine, s'intenerisce anche lui e lo accontenta. Sulla strada che porta fuori città, dove cominciano boschi e campagne, Poldo e Rosario s'imbattono in una coppia che a bordo strada attira la loro attenzione: i due amici decidono di fermarsi. Si tratta di un ragazzo e una ragazza che dicono di aver lasciato la loro macchina in panne su una stradina adiacente, poco lontano e chiedono un passaggio.
Ben felici di festeggiare la mezzanotte ormai vicina, Poldo li lascia salire, ma quasi subito si pente amaramente. Il ragazzo infatti estrae una pistola e invita Poldo a portarsi su una strada meno battuta. È l'inizio di una notte che sembra non aver fine: tra inseguimenti, sparatorie, coltelli, strani poliziotti e delinquenti spietati, la notte dei due amici si trasforma in un incubo che, in un'altalena di situazioni e giochi pericolosi, rivela ai due amici l'altra faccia del Capodanno, lasciandoli testimoni di una notte tragica e ai limiti dell'inverosimile.

## Cast
Il cast del film era formato quasi interamente da attori pressoché sconosciuti a quell'epoca, che divennero in seguito tra i più famosi interpreti del panorama cinematografico e televisivo nazionale contemporaneo. In un cameo appare Roberto Ciotti, l'autore della colonna sonora che accompagna il film con un ritmo blues mediterraneo.

## Uscita nelle sale
Il film, realizzato nell'estate del 1994, trovò difficoltà ad uscire a causa di alcune scene considerate invedibili per i minori di 14 anni dalle due commissioni censura a cui venne sottoposto. Produzione e regia si rivolsero al TAR, che svincolò il film dal divieto previo taglio di tre inquadrature. La pellicola fu fatta uscire dalla distribuzione italiana I.I.F. nell'estate del 1995. 
Il film era stato particolarmente apprezzato da Alberto Sordi: la sera del 15 aprile 2003 fu proiettato in occasione di una serata commemorativa di Sordi, a Giffoni Valle Piana, sede del Giffoni Film Festival.